# Lou Groza
Louis Roy Groza (Martins Ferry, Ohio, 25 de enero de 1924 – Middleburg Heights, Ohio, 29 de noviembre de 2000), más conocido como Lou Groza, fue un jugador profesional estadounidense de fútbol americano que se desempeñó en la posición de offensive tackle y placekicker en la National Football League (NFL). Es miembro del Salón de la Fama del Fútbol Americano Profesional.

## Carrera
Groza jugó como profesional 21 temporadas en Cleveland Browns (1946-1959, 1961-1967), equipo en el que se retiró.

## Reconocimiento
El 27 de julio de 1974, ingresó como miembro al Salón de la Fama del Fútbol Americano Profesional.